# Chris Dobey
Chris Dobey (Bedlington, 1990. május 31. –) angol dartsjátékos. 2013-tól 2015-ig a British Darts Organisation, majd 2015-től a Professional Darts Corporation tagja. Beceneve "Hollywood".

## Pályafutása

### PDC
Dobey első nagytornája a PDC-nél a 2015-ös UK Open volt, amelynek első fordulójában 5–1-es vereséget szenvedett Nathan Aspinalltól. Még ebben az évben a 11. Players Championship fordulóban legyőzte Jan Dekkert, Kim Huybrechts-et és Max Hoppot is, majd először jutott el egy PDC tornán a legjobb 16 közé. Ott végül 6–2-es vereséget szenvedett Mark Webstertől. Dobeynak sikerült kvalifikálnia magát a 2015-ös World Series of Darts Finals-re, amelyen Terry Jenkins ellen esett ki. A 2016-os German Darts Mastersen 6–1-re legyőzte Ben Davist, majd 100,64-es átlaggal Robert Thorntont és 102,25-ös átlaggal 6–4-re Dave Chisnallt is, így bejutott a torna negyeddöntőjébe. Ellenfele a holland Michael van Gerwen volt, aki ellen szintén 100 feletti átlagot dobott, de végül 5–4-re elveszítette a mérkőzést. A 19. Players Championship fordulójának 6–3-ra verte Stephen Buntingot, majd az elődöntőben Adrian Lewist legyőzve bejutott a torna fináléjába. A döntőben Simon Whitlock volt az ellenfele, akitől végül 6–4-es vereséget szenvedett Dobey. A 2016-os Európa-bajnokságra is sikerült kijutnia Dobeynak, de az első körben 6–2-re kikapott Joe Cullen-től. Az év további részében a Grand Slam of Darts nagytornán a negyeddöntőig jutott, ahol James Wade ellen kapott ki 16–5-re.
Dobey első világbajnoksága a 2017-es volt, amelyen Justin Pipe-ot 3–1-re győzte le az első fordulóban, majd a második körben 4–2-es vereséget szenvedett Dave Chisnalltól.
A 2018-as világbajnokságon Dobey az első körben a tizenhatszoros világbajnok Phil Taylorral találkozott, akitől végül 3–1-es vereséget szenvedett.

## Világbajnoki szereplései

### PDC
- 2017: Második kör (vereség  Dave Chisnall ellen 2–4)
- 2018: Első kör (vereség  Phil Taylor ellen 1–3)
- 2019: Negyedik kör (vereség  Gary Anderson ellen 3–4)
- 2020: Negyedik kör (vereség  Glen Durrant ellen 3–4)
- 2021: Harmadik kör (vereség  Daryl Gurney ellen 1–4)
- 2022: Negyedik kör (vereség  Luke Humphries ellen 3–4)
- 2023: Negyeddöntő (vereség  Michael van Gerwen ellen 0–5)
- 2024: Negyeddöntő (vereség  Rob Cross ellen 4–5)
- 2025: Elődöntő (vereség  Michael van Gerwen ellen 1–6)

## Döntői

### PDC nagytornák: 1 döntős szereplés
| Történet          |
| The Masters (1–0) |

| Eredmény | Sorszám | Év   | Bajnokság   | Ellenfél a döntőben | Pontok   |
| Győztes  | 1.      | 2023 | The Masters | Rob Cross           | 11–7 (l) |

1. ↑  (l) = pontszám legekben, (sz) = pontszám szettekben.

## További tornagyőzelmei

### PDC
Players Championships
- Players Championship (BAR): 2021
- Players Championship (COV): 2021
- Players Championship (LEI): 2024, 2025
- Players Championship (MK): 2024
- Players Championship (ROS): 2025
- Players Championship (WIG): 2024